# WTA Tier II
I Tornei WTA Tier II erano una serie di tornei di tennis femminili che si sono svolti dal 1988 al 2008. 
Era il 2º livello dei tornei femminili dopo il Tier I.
Dal WTA Tour 2009,Il WTA ha unificato le categorie Tier I e Tier II in un'unica chiamata Premier.
| Torneo        | Nome completo                         | Città                     | Paese               | Superficie       | Anni nel Tier II    |  |
| Amelia Island | MPS Group Championships               | Ponte Vedra Beach         | Stati Uniti         | Terra verde      | 1988-2008           |  |
| Boca Raton    | Delray Beach Winter Championship      | Boca Raton e Delray Beach | Stati Uniti         | Cemento          | 1988-1990/1993-1995 |  |
| Charleston    | Family Circle Cup                     | Charleston                | Stati Uniti         | Cemento          | 1988-1989           |  |
| Toronto       | Canada Masters                        | Toronto e Montréal        | Canada              | Cemento          | 1988-1989           |  |
| Carson        | LA Women's Tennis Championships       | Carson                    | Stati Uniti         | Cemento          | 1988-2008           |  |
| Eastbourne    | Eastbourne International              | Eastbourne                | Regno Unito         | Erba             | 1989-2008           |  |
| Roma          | Internazionali BNL d'Italia           | Roma                      | Italia              | Terra rossa      | 1989                |  |
| Brighton      | Brighton International                | Brighton                  | Regno Unito         | Sintetico indoor | 1990-1995           |  |
| Indian Wells  | Indian Wells Masters                  | Indian Wells              | Stati Uniti         | Cemento          | 1990-1996           |  |
| Stanford      | Bank of the West Classic              | Stanford                  | Stati Uniti         | Cemento          | 1990-2008           |  |
| Stoccarda     | Porsche Tennis Grand Prix             | Stoccarda                 | Germania            | Terra rossa      | 1990-2008           |  |
| Tokio         | Tokyo International                   | Tokio                     | Giappone            | Sintetico indoor | 1990-1996           |  |
| Tokio         | Toray Pan Pacific Open                | Tokio                     | Giappone            | Cemento          | 1990-1992           |  |
| Zurigo        | Open di Zurigo                        | Zurigo                    | Svizzera            | Cemento          | 1990-1992/2008      |  |
| Chicago       | Ameritech Cup Chicago                 | Chicago                   | Stati Uniti         | Sintetico indoor | 1991-1997           |  |
| Filadelfia    | Advanta Championships of Philadelphia | Filadelfia                | Stati Uniti         | Sintetico indoor | 1991-1992/1996-2005 |  |
| Barcelona     | Barcelona Ladies Open                 | Barcellona e Madrid       | Spagna              | Terra rossa      | 1993-1997           |  |
| Parigi        | Open GDF Suez                         | Parigi                    | Francia             | Cemento          | 1993-2008           |  |
| Lipsia        | WTA Lipsia                            | Lipsia                    | Germania            | Sintetico indoor | 1993-2003           |  |
| Sydney        | Medibank International                | Sydney                    | Australia           | Cemento          | 1993-2008           |  |
| Madrid        | WTA Madrid Open                       | Madrid                    | Spagna              | Terra rossa      | 1996                |  |
| New Haven     | Pilot Pen Tennis                      | New Haven                 | Stati Uniti         | Cemento          | 1997-2008           |  |
| Tokio         | Toyota Princess Cup                   | Tokio                     | Giappone            | Cemento          | 1997-2002           |  |
| Linz          | Generali Ladies Linz                  | Linz                      | Austria             | Cemento          | 1998-2008           |  |
| Pechino       | China Open                            | Pechino                   | Cina                | Cemento          | 2000-2008           |  |
| Scottsdale    | State Farm Women's Tennis Classic     | Scottsdale                | Stati Uniti         | Cemento          | 2000-2003           |  |
| Dubai         | Dubai Tennis Championships            | Dubai                     | Emirati Arabi Uniti | Cemento          | 2001-2008           |  |
| Anversa       | Proximus Diamond Games                | Anversa                   | Belgio              | Cemento          | 2002-2008           |  |
| Varsavia      | Warsaw Open                           | Varsavia                  | Polonia             | Terra rossa      | 2003-2007           |  |
| Doha          | Qatar Total Open                      | Doha                      | Qatar               | Cemento          | 2004-2007           |  |
| Lussemburgo   | BGL Luxembourg Open                   | Lussemburgo               | Lussemburgo         | Cemento          | 2005-2007           |  |
| Bangalore     | Bangalore Open                        | Bangalore                 | India               | Cemento          | 2008                |  |